# Ramón Hicks
Ramón Ángel María Hicks Cáceres (Asunción, Paraguay, 30 de mayo de 1959) es un exfutbolista, periodista, comentarista y presentador paraguayo. Como delantero, jugó en clubes como Libertad, Nacional, CE Sabadell, Real Oviedo, Manchester United y Cerro Porteño. Fue internacional con la selección de fútbol de Paraguay, participando en la Copa Mundial de la FIFA 1986 y en las Copas América de 1983 y 1987. Tras su retiro, se dedicó al periodismo deportivo y fue comentarista en diversos medios, además de presentar su propio programa televisivo, Expedición Fútbol.

## Trayectoria
Comenzó su carrera en 1980 jugando para Libertad de su país; jugó para ese equipo hasta 1985, año en que se fue a Uruguay para integrar el equipo Nacional de Montevideo. 
En 1986, viajó a España para unirse inicialmente a las filas del FC Barcelona, pero no pudo porque el cupo de extranjeros en el club estaba lleno, finalmente fue transferido al club CE Sabadell en donde jugó hasta el año 1987. 
Para el año 1988, es transferido al Real Oviedo, club en el que se mantuvo ligado hasta el año 1990. En ese año es llamado para jugar en el Elche CF.
En total disputó 115 partidos en España (74 en Primera División) y anotó 21 goles (12 en Segunda División). 
En 1991, viajó rumbo a Inglaterra para formar parte de las filas del Manchester United.
Para el año 1992, regresó a Paraguay para formar parte de Cerro Porteño club en el que jugó por 6 meses para luego irse a la Argentina y ser fichado por el Club Atlético Independiente. 
En 1993, toma vuelo rumbo a Bolivia, en donde formó parte del Club San José de Oruro teniendo como referencia que en un partido por Copa Libertadores contra Cobreloa en Calama, un codazo del jugador peruano Álvaro Barco le voló los dientes frontales. También ese año, decidió ponerle fin a su carrera futbolística.

## Selección nacional
Ha sido internacional con la selección de fútbol de Paraguay entre 1983 y 1987.
Hicks jugó 37 veces con la selección paraguaya y marcó 7 goles. Uno de sus mayores logros con la selección, fue clasificar a Paraguay para la Copa Mundial de la FIFA 1986, 28 años después de su última presencia mundialista en la Copa Mundial de la FIFA 1958. En ese mundial jugó 2 partidos sin anotar goles.

### Participaciones internacionales
| Torneo                         | Sede   | Resultado        | PJ | Goles |
| ------------------------------ | ------ | ---------------- | -- | ----- |
| Copa Mundial de Fútbol de 1986 | México | Octavos de final | 2  | 0     |

## Clubes
| Club              | País       | Año       |
| ----------------- | ---------- | --------- |
| Libertad          | Paraguay   | 1980-1986 |
| CE Sabadell       | España     | 1986-1987 |
| Real Oviedo       | España     | 1988-1990 |
| Elche CF          | España     | 1990      |
| Manchester United | Inglaterra | 1991      |
| Cerro Porteño     | Paraguay   | 1991-1992 |
| Independiente     | Argentina  | 1992      |
| Jorge Wilstermann | Bolivia    | 1992      |
| Oriente Petrolero | Bolivia    | 1993      |
| San José          | Bolivia    | 1993      |

## Palmarés

### Títulos nacionales
| Título           | Club              | País       | Año  |
| ---------------- | ----------------- | ---------- | ---- |
| EFL Cup          | Manchester United | Inglaterra | 1991 |
| Primera División | Cerro Porteño     | Paraguay   | 1992 |
| Torneo República | Cerro Porteño     | Paraguay   | 1992 |

## Periodismo
Hicks fue comentarista deportivo en los canales SNT y Red Guaraní, además condujo su propio programa denominado Expedición Fútbol con más de 400 programas.